# Josip Takač
Josip Takač (szerb cirill betűkkel: Јосип Такач, magyarul: Takács József; Szabadka, 1919. november 11. – Szabadka, 1991.) jugoszláv labdarúgó, középpályás.

## Pályafutása

### Klubcsapatban
Takač 1933-ban a szabadkai ŽAK Subotica csapatában kezdett el futballozni. 1937-ben Újvidéken folytatta a labdarúgást; 1937 és 1942 között az UTK Novi Sad, 1942 és 1944 között pedig a magyar élvonalban szerepelt Újvidéki AC csapatában futballozott; magyar élvonalban harmincnégy mérkőzésen hat gólt szerzett. 1944-ben visszatért Szabadkára, ahol a ŽAK Subotica, majd 1945 és 1948 között a Spartak Subotica csapatában futballozott. 1948 és 1950 között a belgrádi Crvena zvezda középpályásaként játszott. 1956-ban a Spartak Subotica csapatától vonult vissza, később edzőként dolgozott.

### A válogatottban
1948-ban tagja volt az ezüstérmes jugoszláv labdarúgó-válogatott keretének, azonban a torna során egyetlen mérkőzésen sem lépett pályára.